# Belbina recurva
Belbina recurva är en insektsart som beskrevs av Victor Lallemand 1950. Belbina recurva ingår i släktet Belbina och familjen lyktstritar.
Artens utbredningsområde är Madagaskar. Inga underarter finns listade i Catalogue of Life.